# Đường đẳng lượng

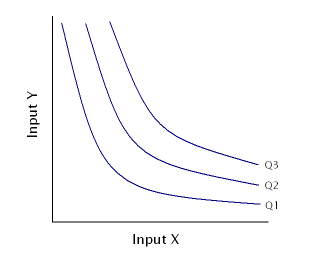
Hình A: Một bản đồ đẳng lượng.

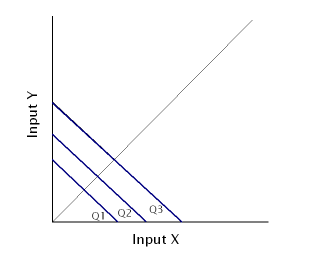
Hình B: Một bản đồ đẳng lượng trong trường hợp 2 yếu tố sản xuất thay thế hoàn hảo cho nhau.

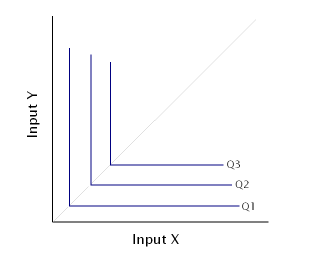
Hình C: Một bản đồ đẳng lượng trong trường hợp 2 yếu tố sản xuất bổ sung hoàn hảo cho nhau.

Đường đẳng lượng, trong kinh tế học vi mô, là tập hợp các kết hợp giữa những yếu tố sản xuất (đầu vào) để đạt được cùng một mức sản lượng (đầu ra).
Để cho đơn giản, giả định xí nghiệp chỉ sử dụng 2 yếu tố sản xuất (đầu vào), đó là input X và input Y. Giả định chỉ có 2 yếu tố sản xuất cho phép minh họa đường đẳng lượng bằng hình vẽ không gian hai chiều. Khi có nhiều hơn 2 yếu tố sản xuất, cần sử dụng không gian hơn 2 chiều mới minh họa được; và điều đó làm cho việc minh họa phức tạp. Lại tiếp tục giả định rằng hai yếu tố này có thể thay thế cho nhau để sản xuất ra cùng một mức sản lượng và giả định công nghệ sản xuất là cố định. Nếu sử dụng yếu tố này nhiều thêm, thì phải sử dụng yếu tố còn lại ít đi. Giả định quan trọng nữa là yếu tố sản xuất nào cũng tuân theo quy luật lợi tức giảm dần.
Khi biểu diễn trên một trục tọa độ với một trục là các mức input X, và trục còn lại là các mức input Y, sẽ có một đường cong đi từ phía trên bên trái xuống phía dưới bên phải và đây là một đường lồi (hướng vào gốc) như thấy trong hình vẽ A. Độ dốc của đường đẳng lượng này thể hiện tỷ lệ thay thế yếu tố này bằng yếu tố kia hay chính là tỷ lệ biên thay thế kỹ thuật.
Nếu hai yếu tố sản xuất thay thế hoàn hảo cho nhau, khi đó đường đẳng lượng có dạng đường thẳng đi xuống phía dưới bên phải và tạo với mỗi trục một góc 450, nói theo kiểu toán học là đường này có độ dốc là -1 như trong hình vẽ B.
Nếu hai yếu tố sản xuất bổ sung hoàn hảo cho nhau, khi đó đường đẳng lượng có dạng là những đường gấp vuông góc như trong hình C. Đỉnh của đường đẳng lượng này (điểm mà tại đó đường này gấp khúc) nằm trên đường phân giác của trục tọa độ.

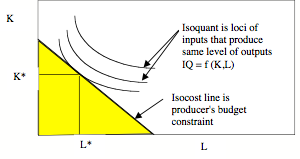
Đường đẳng lượng (Isoquant) và đường đẳng phí (isocost)

Một tập hợp các đường đẳng lượng sẽ được gọi là bản đồ đẳng lượng. Trong một bản đồ đẳng lượng, các đường này không bao giờ giao nhau. Đường càng xa gốc tương ứng với mức sản lượng càng lớn.
Đường đẳng lượng giúp xác định kết hợp tối ưu các yếu tố đầu vào để đạt được mức đầu ra xác định với chi phí ít nhất. Điểm tối ưu đó chính là tiếp điểm giữa đường đẳng lượng và đường đẳng phí.